# Херингтон (Вашингтон)
Херингтон (енгл. Harrington) град је у америчкој савезној држави Вашингтон. По попису становништва из 2010. у њему је живело 424 становника.

## Демографија
Према попису становништва из 2010. у граду је живело 424 становника, што је 2 (0,5%) становника мање него 2000. године.
| Група             | 2000.       | 2010.       |
| Белци             | 410 (96,2%) | 387 (91,3%) |
| Афроамериканци    | 0 (0,0%)    | 4 (0,9%)    |
| Азијати           | 1 (0,2%)    | 0 (0,0%)    |
| Хиспаноамериканци | 4 (0,9%)    | 12 (2,8%)   |
| Укупно            | 426         | 424         |